# Гумниська (Тернопільський район)

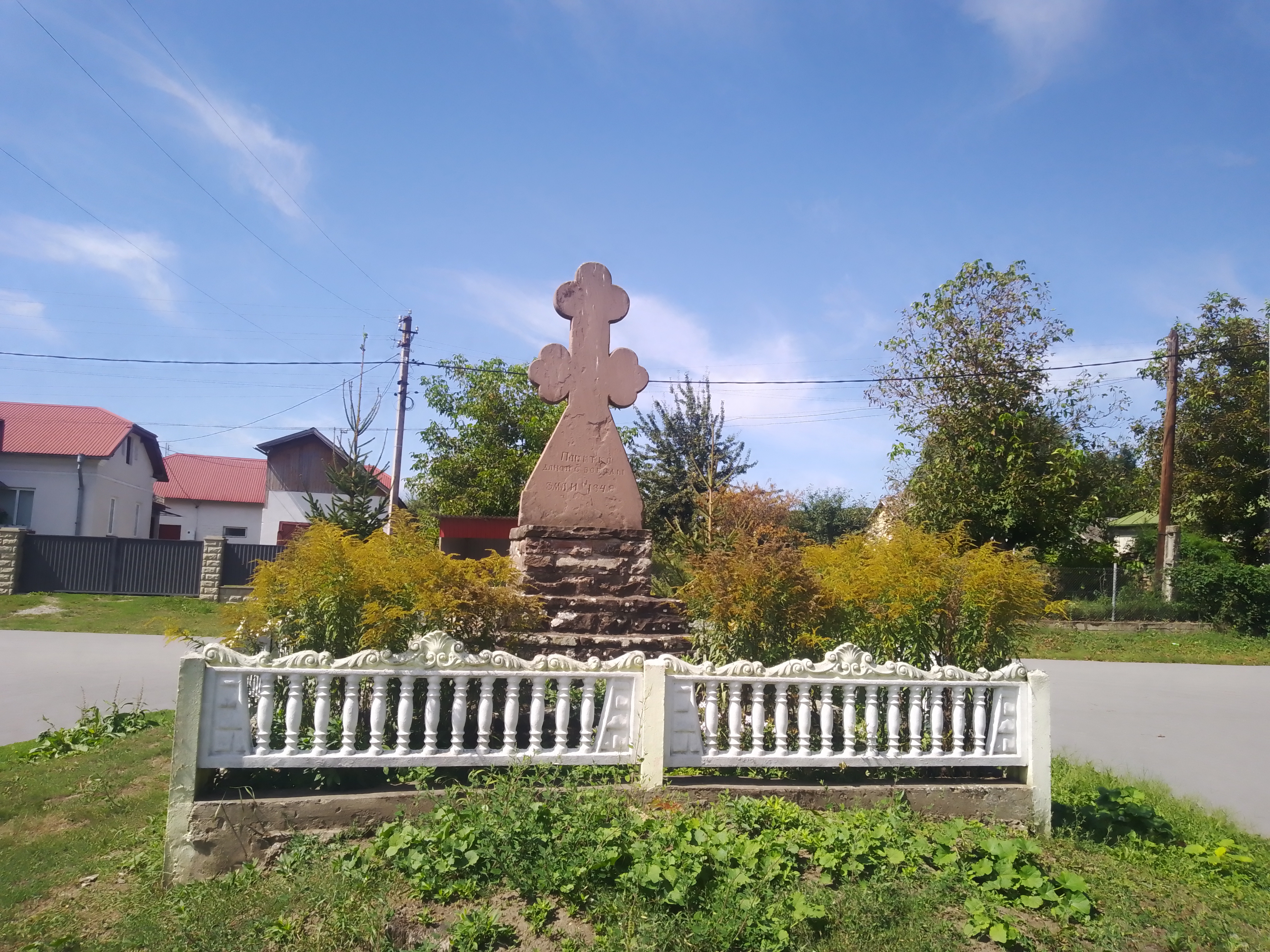
Хрест на честь скасування панщини в с. Гумниська

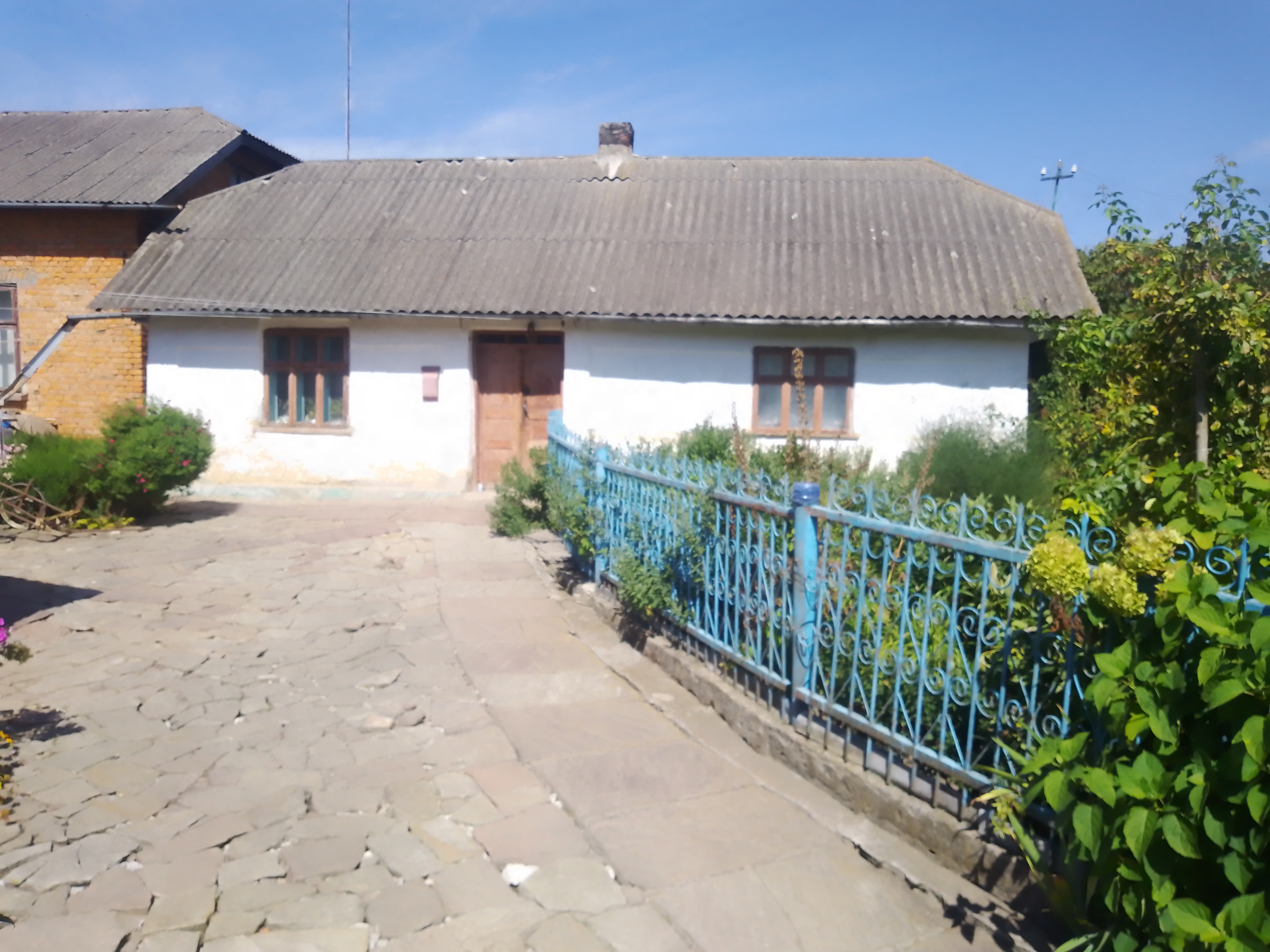
Хата в с. Гумниська

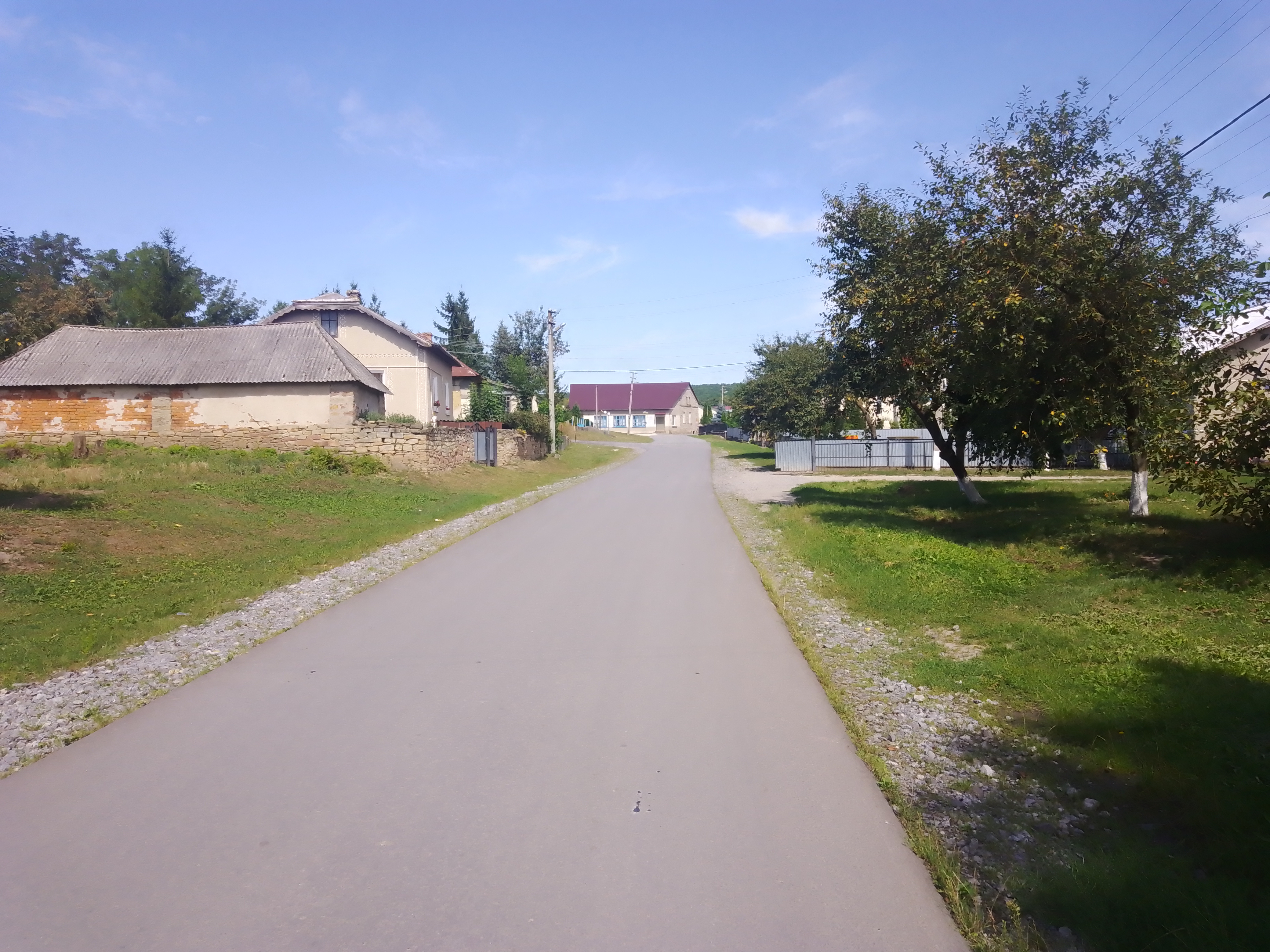
Вул. Центральна в с. Гумниська

Гумни́ська — село в Україні, у Теребовлянській міській громаді Тернопільського району Тернопільської області.
Село розташоване в долині, оточене горами з трьох сторін, а з півночі омивається Серетом. З 29 липня 2015 р. у складі Теребовлянської міської громади.
Населення — 637 осіб (2015).
Є заповідник природи «Могили».

## Історія

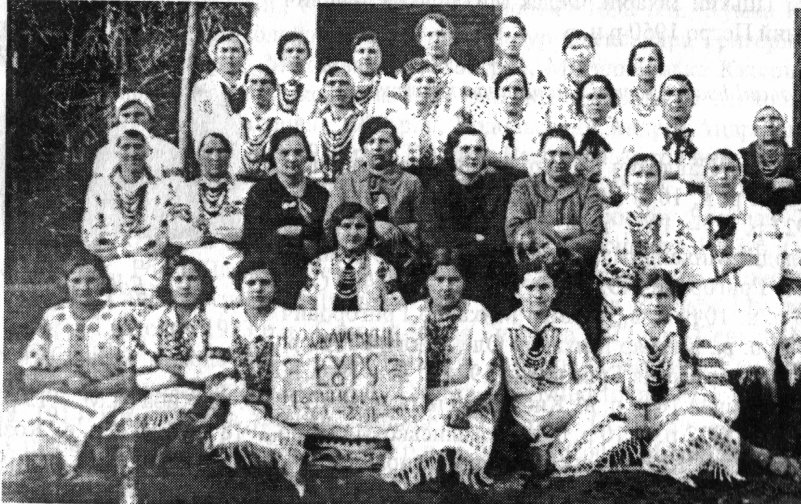
Куховарські курси організовані «Просвітою» 1937 року

Перша згадка про село Гумниська дається 1471 року. За переказами, назва села походить від слова «гумно» — так колись називали княжий фільварок.
В 1807 році тут було збудовано муровану церкву з дзвіницею і п'ятьма дзвонами.
На початку XX століття проживало близько 1000 осіб. Було збудовано церкву. У 1821 році збудували бібліотеку, у 1898 засновано відділ читальні «Просвіта», у 1926 засновано товариство «Сільський господар», гурток "Рідна школа", 1926 — «Сокіл», 1929 року — розпочато будову дому читальні «Просвіта», у 1935 утворено гурток "Союзу українок".
1 серпня 1934 року в рамках реформи на підставі нового закону про самоуправління (23 березня 1933 року) увійшла до нової сільської гміни Трембовля (Трембовлянський повіт Тернопільського воєводства).
2 січня 1944 німецькі окупанти розстріляли 32 жителів села. На згадку про цю подію встановлено пам'ятний знак (1978).
12 червня 2020 року, відповідно до розпорядження Кабінету Міністрів України № 724-р «Про визначення адміністративних центрів та затвердження територій територіальних громад Тернопільської області» увійшло до складу Теребовлянської міської громади.
19 липня 2020 року, в результаті адміністративно-територіальної реформи та ліквідації Теребовлянського району, село увійшло до складу новоутвореного Тернопільського району.

## Поширені прізвища
Бурбеда, Гайдаш, Кучма, Понятишин, Рупа, Яніс, Мельник.

## Політика

### Парламентські вибори, 2019
На позачергових парламентських виборах 2019 року у селі функціонувала окрема виборча дільниця № 610855, розташована у приміщенні школи.
Результати
- зареєстровано 472 виборці, явка 63,98%, найбільше голосів віддано за «Слугу народу» — 25,67%, за «Європейську Солідарність» — 22,67%, за «Голос» — 14,00%.[5] В одномандатному окрузі найбільше голосів отримав Олег Вітвіцький (Голос) — 32,43%, за Миколу Люшняка (самовисування) — 25,34%, за Ігоря Сопеля (Слуга народу) і Аллу Стечишин (самовисування) — по 13,18%[6].

## Релігія
- церква Святого Духа (1867, ПЦУ);
- церква Пресвятої Трійці (2005, УГКЦ).

## Пам'ятники
Встановлено пам'ятний хрест на честь скасування панщини, насипано символічну могилу УСС (1991).
- Братська могила[d] мирних жителів — жертв німецьких фашистів;

## Відомі люди

### Народилися
- Богдан-Роман Хаварівський (1948—2016) — громадсько-культурний діяч, педагог, краєзнавець і літератор;
- Володимир Хаварівський (нар. 1939) — український тележурналіст;
- Г. та Г. Тимусі, В. та П. Хаварівські — одні з праведників народів світу[7]

## Галерея

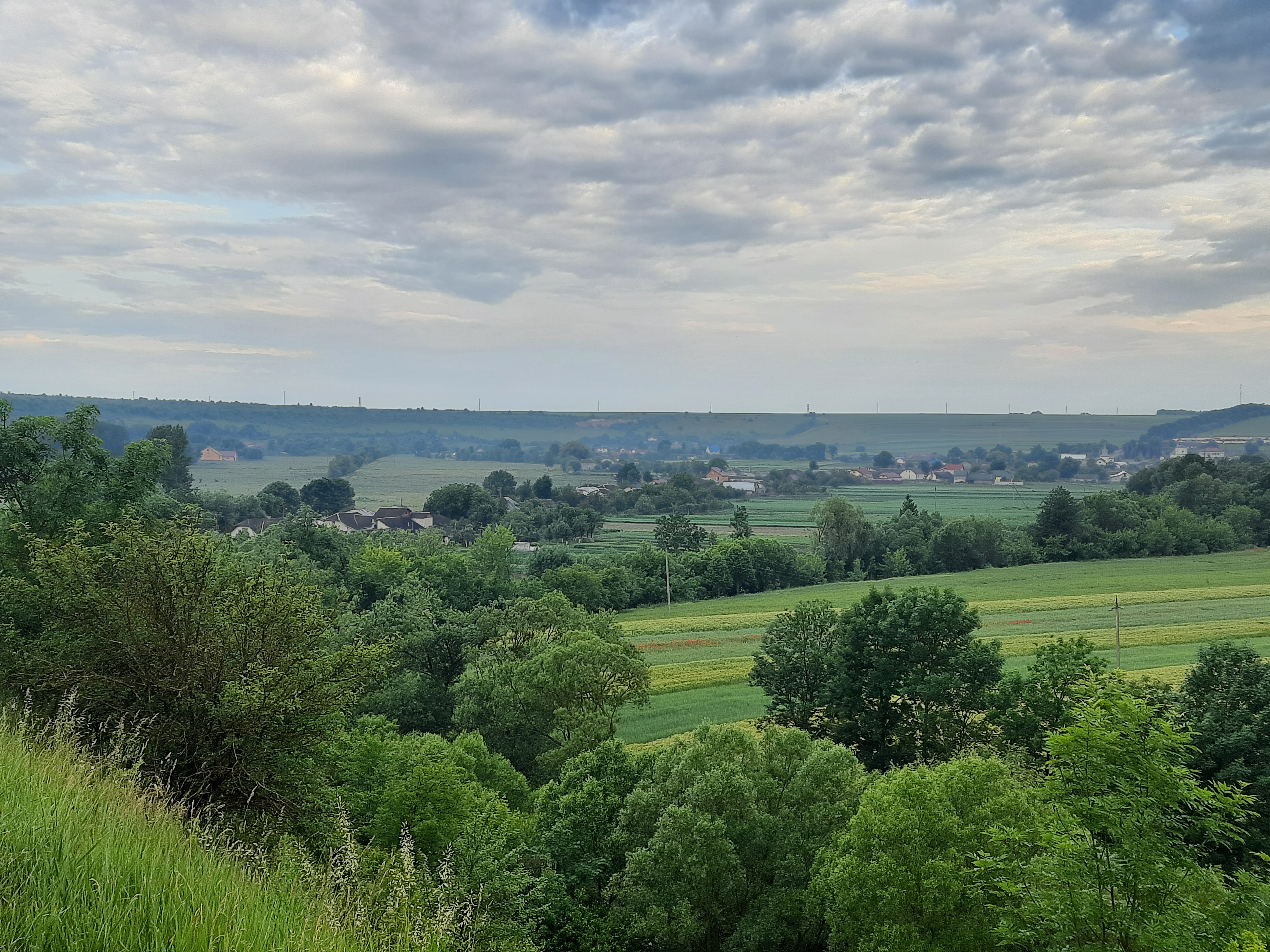
Вигляд на село з пагорба
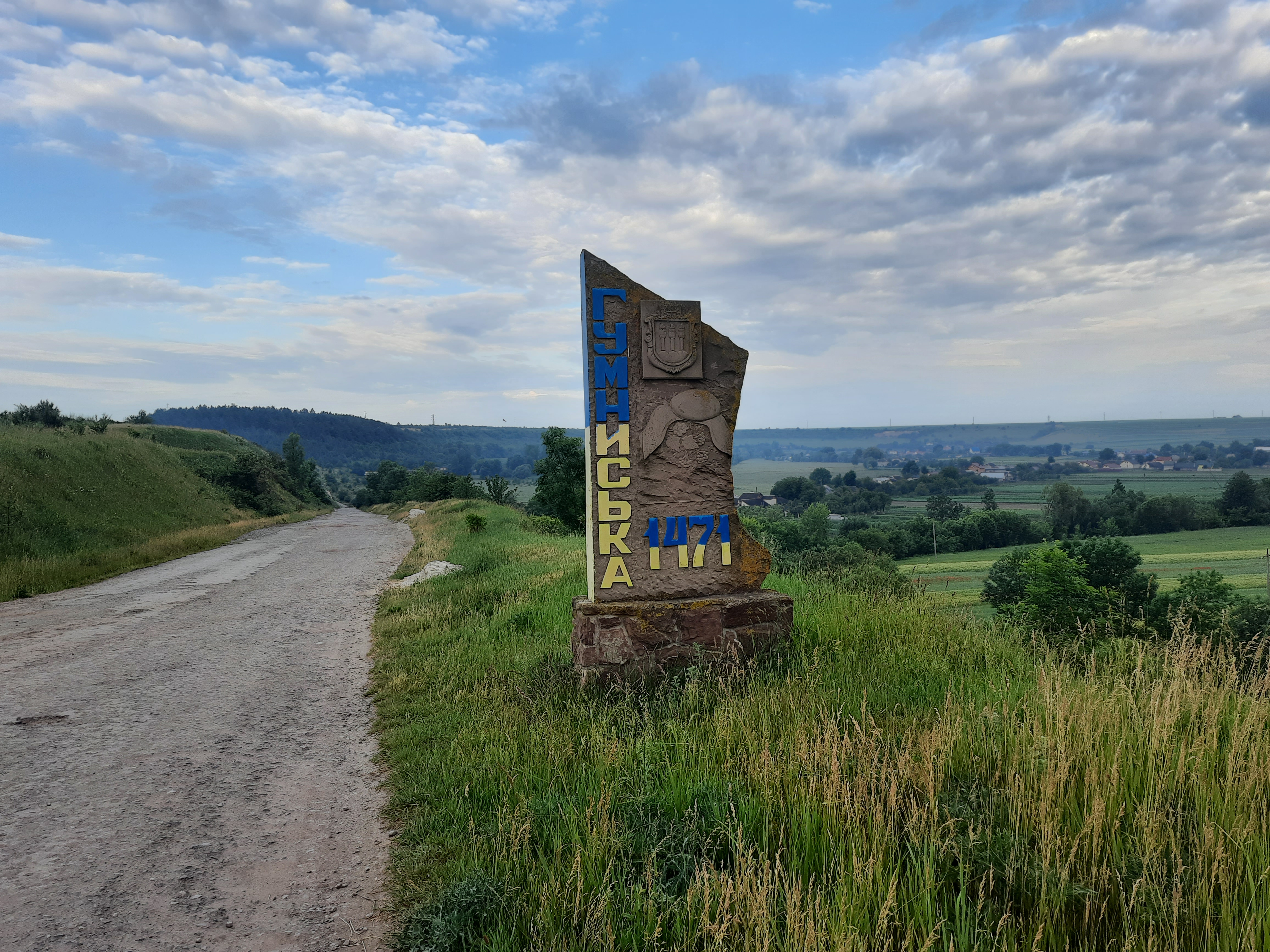
В'їзд у село
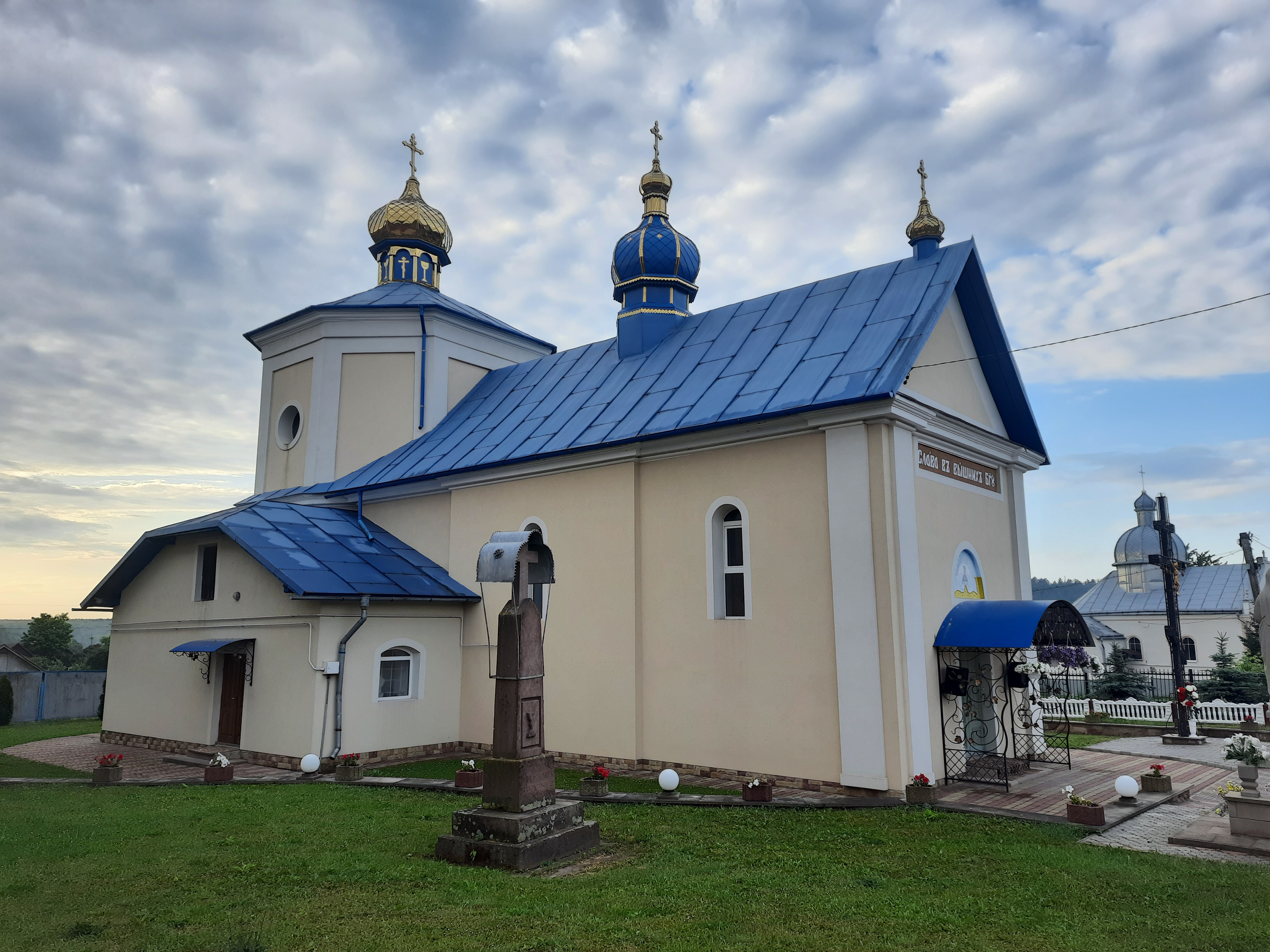
Церква Святого Духа 1867 р. ПЦУ
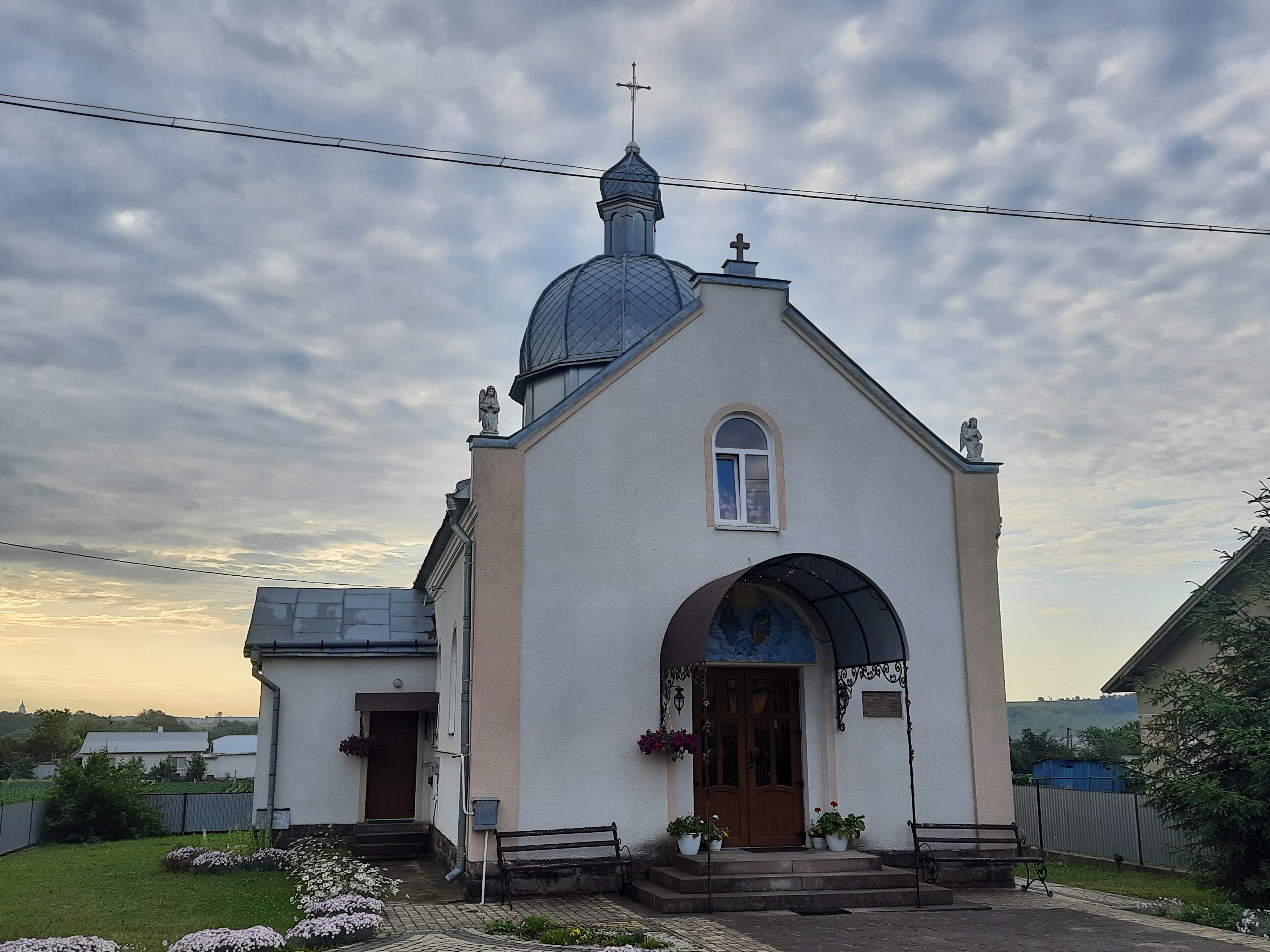
Троїцька церква 2005р. УГКЦ
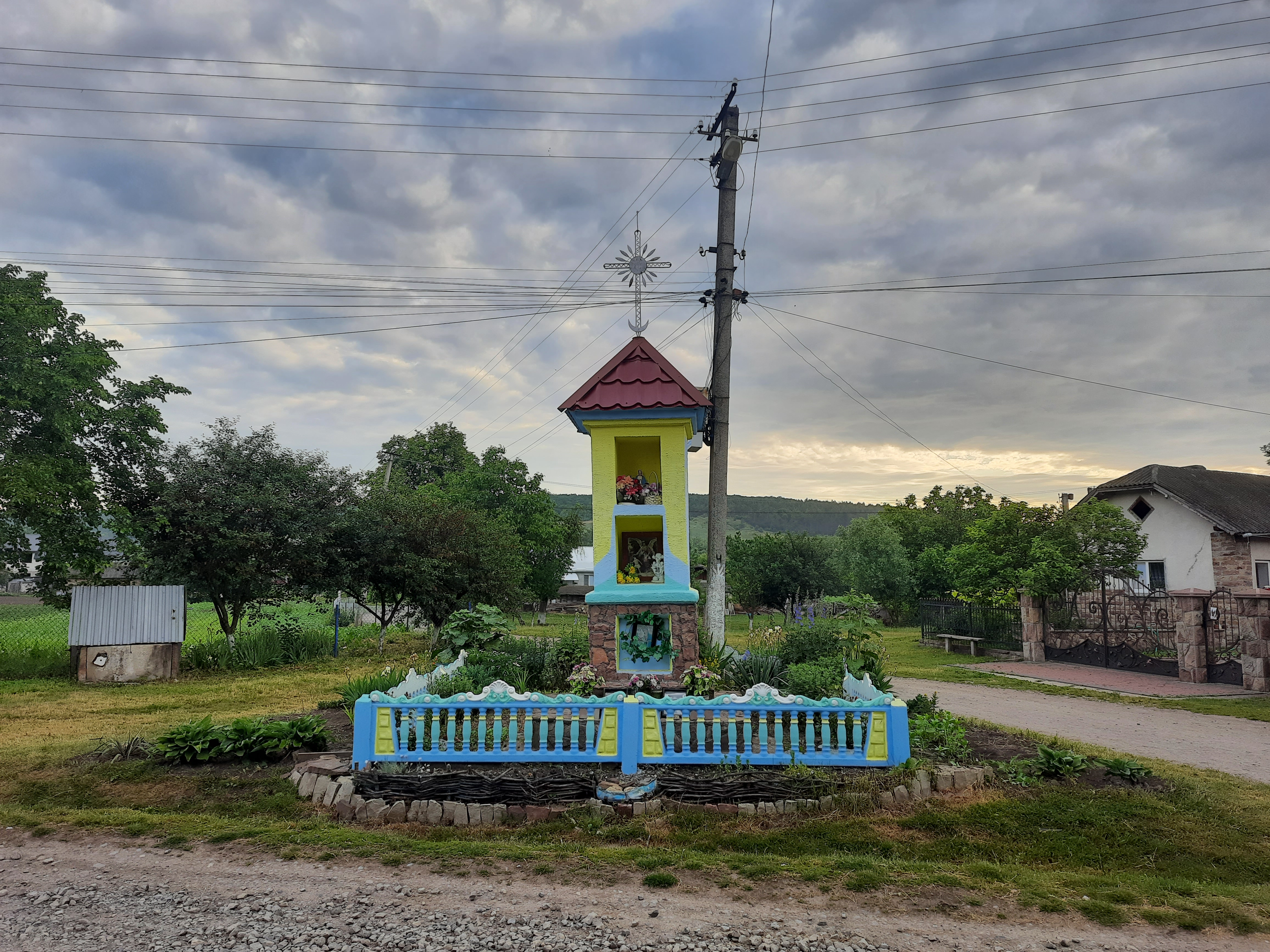
Капличка
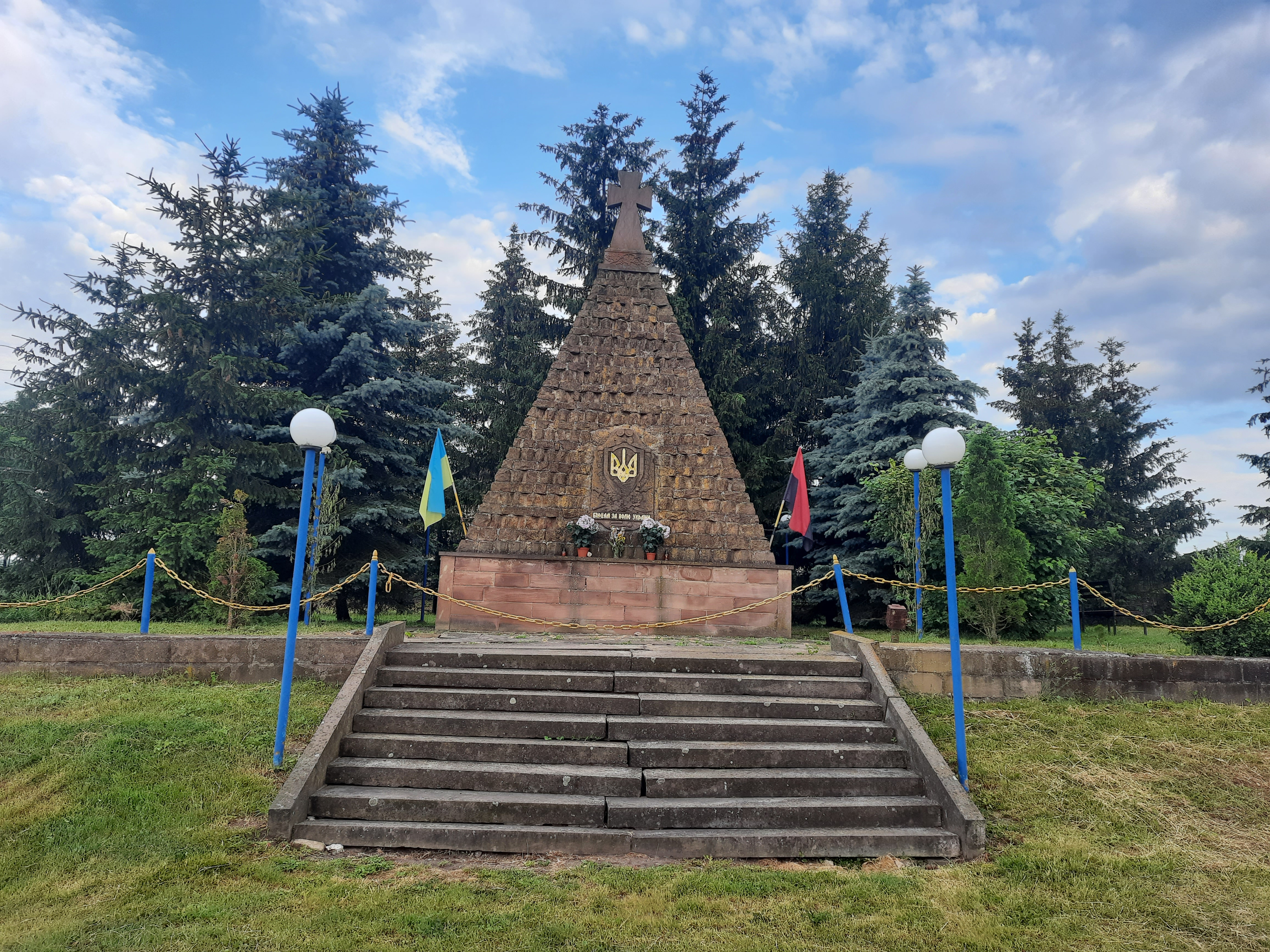
Пам'ятний знак Борцям за волю України
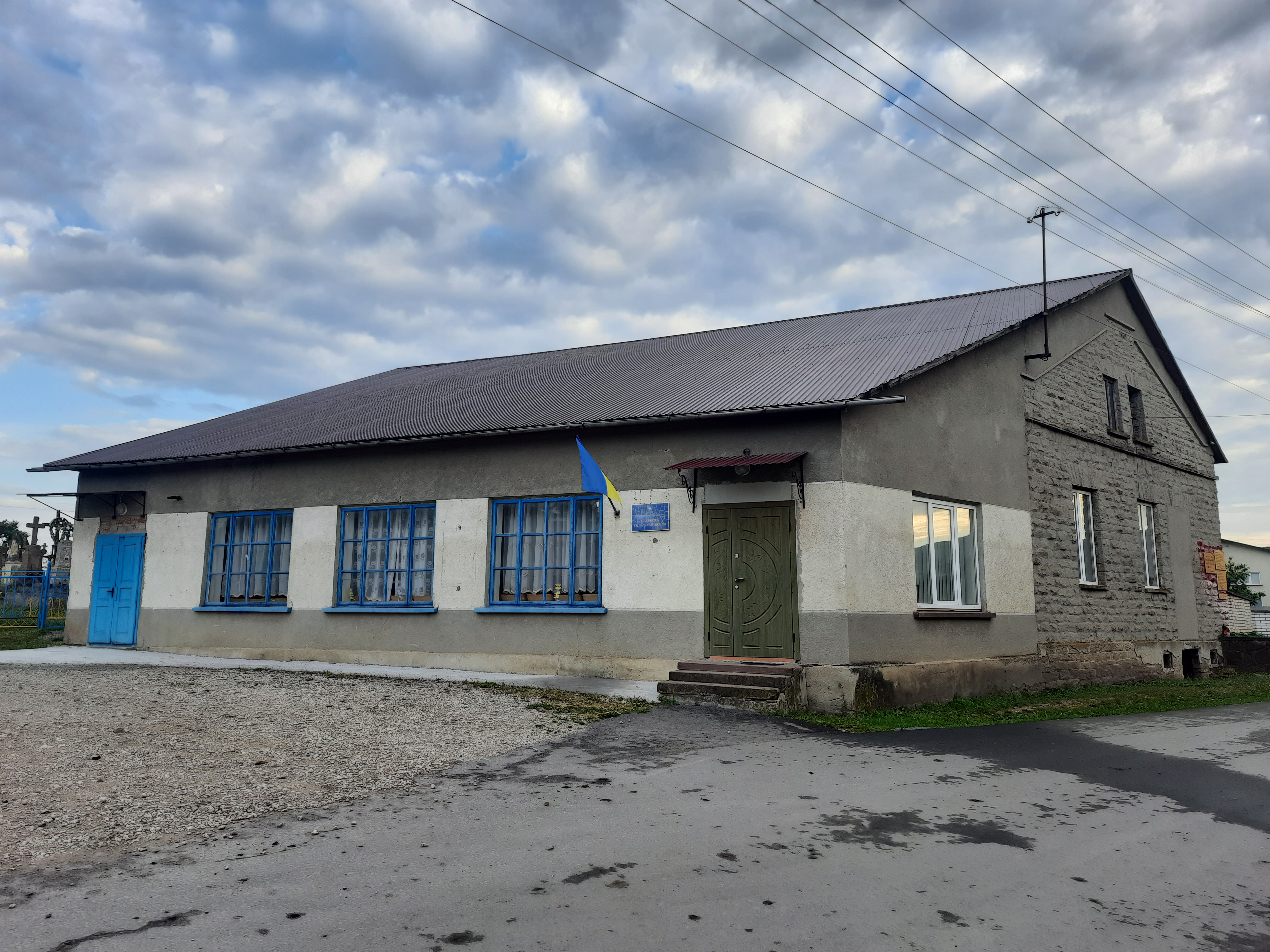
Старостат